# 초림초등학교
초림초등학교(草林初等學校)는 대한민국 성남시 분당구 수내동에 있는 공립 초등학교이다.

## 학교 연혁
- 1991년 3월 11일 초림국민학교 설립인가
- 1992년 5월 1일 초림초등학교 개교
- 1997년 3월 1일 과학교육 시범학교(교육부)운영
- 2006년 2월 17일 제14회 졸업(졸업생 282명)
- 2006년 3월 1일 경인교육대학교 실습학교 5/5 운영 3월 1일 교과 특성화학교(도지정) 운영
- 2006년 3월 1일 제5대 방상열 교장선생님 취임
- 2006년 3월 1일 39학급 편성
- 2007년 2월 14일 제15회 졸업(졸업생 266명)
- 2003월 1일 42학급 편성
- 2007년 3월 1일 경인교육대학교생 실습학교 5년연장 지정
- 2008년 2월 18일 제16회 졸업(졸업생 294명)
- 2008년 03년 01일 39학급 편성
- 2008년 03년 01일 제6대 김철하 교장선생님 취임
- 2009년 02년 17일 제17회 졸업(졸업생 296명)
- 2010년 2월 11일 제18회 졸업(졸업생 271명)
- 2010년 3월 1일 38학급 편성
- 2011년 2월 18일 제19회 졸업(243명)
- 2011년 3월 1일 38학급 편성
- 2011년 3월 1일 제7대 나경희 교장 부임
- 2012년 2월 16일 제20회 졸업(267명)
- 2013년 2월 13일 제21회 졸업(255명)
- 2013년 3월 1일 39학급 편성
- 2013년 3월 1일 제8대 이충식 교장 부임
- 2014년 2월 14일 제22회 졸업(229명)
- 2015년 2월 17일 제23회 졸업(220명)
- 2015년 3월 1일 38학급 편성
- 2022년 5월 1일 개교 30주년

## 참고 자료
- 초림초등학교 - 한국교육학술정보원 학교알리미